# دافنیس
دافنیس (به انگلیسی: Daphnis)، در اسطوره‌های یونان، چوپانی از اهالی سیسیل است.
ادعا می‌کرد که هرگز عاشق نمی‌شود. اما اروس او را به عشق نائیس دچار کرد. نائیس به شرط آن‌که دافنیس تا ابد وفادار باشد، با او ازدواج کرد. دافنیس توسط زنی به نام کسنیا فریفته شد و نائیس او را برای این پیمان‌شکنی کور کرد. وی برای تسلی خود به نواختن نی روی آورد و سرانجام خود را در رود آناپوس غرق کرد.